# Grécia nos Jogos Olímpicos de Verão de 1956
A Grécia participou dos  Jogos Olímpicos de Verão de 1956 em Melbourne, na Austrália.

## Medalhista

### Bronze
- Georgios Roubanis — Salto com vara masculino.[1]